# رود تیخوینکا
رود تیخوینکا (انگلیسی: Tikhvinka) یک رودخانه در استان لنینگراد کشور روسیه است.